# Bespin
Bespin je plynný obr ve fiktivním světě Star Wars. Na jeho oběžné dráze, krom mnoha těžebních stanic na tibannový plyn, se nachází i Oblačné město, jemuž velí baron administrátor (Lando Calrissian). Bespin se poprvé objevil v epizodě V, objevuje se i v literatuře se Star Wars tematikou.
Obrovská plynná planeta se nachází v Bespinském systému, 49 100 světelných let od galaktického jádra. Kolem planety se pohybuje mnoho měsíců, mezi důležité se řadí dva. Populace čítá 6 milionů, složená z lidí a Ugnaughtů.

## Historie
Období Galaktické republiky - Planetu poprvé objevili průzkumníci z Hyperprostorové navigátorské gildy v období před Mandalorianskými válkami. Malou těžební stanici si zde zřídila říše Empress Teta, stanice však byla zničena během Mandalorianských válek. Mandaloriané tak chtěli přerušit dodávky tibannového plynu pro Galaktickou republiku. První kolonizaci Bespin zažil roku 1989 PBY a časem získal dokonce jediskou enklávu. Během Nových sithských válek Bespin obsadilo Bratrstvo temnoty. Roku 400 PBY vydal lord Ecclessis Figg společnosti Incom Corporation povolení ke stavbě Oblačného města.
Období vzestupu Impéria - Roku 22 PBY planeta sloužila jako útočiště pro děti, které osiřely v průběhu Klonových válek. Během krize Dark Reaper Bespin obsadila Kofederace nezávislých systémů, později se u planety odehrálo několik menších bitev mezi Republikou a Konfederací, než Republika nakonec získala planetu zpět. Když Galen Marek hledal potenciální vůdce povstalecké Aliance, našel na Bespinu bývalého Jedie Rahm Kotu, který se ukrýval na jedné z mnoha stavebních plošin. Z rukou kriminálníků také zachránil senátora Garm Bel Iblise.
Yuuzhanvongská válka - Yuuzhanvongská invaze se Bespinu vyhnula, jelikož plynný obr bez povrchu vhodného pro vongformaci nebyl pro Yuuzhan Vongy zajímavý.
Krize Temného Hnízda - Roku 36PBY byli na Bespin vysláni Jediové Jaina Solo a Zekk, aby prošetřili množící se krádeže tibannového plynu. Zjistili, že ukradený plyn byl využíván při stavbě hnízdních lodí Killiků, konstruovaných u hvězdy Tusken's Eye.

## Ekonomika
Hlavním ekonomickým odvětvím Bespinu byla těžba tibannového plynu, který byl důležitou součástí energetických zbraní, zvláště těch blasterových, a jako takový byl velmi důležitou komoditou pro Impérium i povstaleckou Alianci. Převážná část zařízení na Bespinu byla určena právě k těžbě plynu. Většina z nich byla provozována společností Figg & Asociates, ale působili zde i nezávistlí prospektoři. Kromě těžby se na Bespinu dařilo i luxusním letoviskům a hazardním hrám. Během Galaktické občanské války Impérium na planetě skladovalo zásoby bacty.

## Fauna a flóra
Nejvýznamnějším tvorem na Bespinu byl beldon - obrovský létající tvor, který produkoval tibannový plyn. Mezi další tvory žijící v atmosféře Bespinu patřili velker, rawwk, tibannucka a další barevné a exotické druhy, které nikdy ani nebyly řádně popsány. Na Bespin byly převezeny také thranty, které tak přežily zničení svého domovského prostředí na Alderaanu. Oblaka plynného obra byla plná řas a planktonu. Růžové řasy byly dokonce tak hojné, že zbarvily nebe nad Oblačným městem.